# Merafneqā
Merafneqā (persiska: Mafranqāh, مرفنقا) är en ort i Iran.   Den ligger i provinsen Nordkhorasan, i den nordöstra delen av landet, 600 km öster om huvudstaden Teheran. Merafneqā ligger 1 251 meter över havet och antalet invånare är 715.
Terrängen runt Merafneqā är platt åt nordost, men åt sydväst är den kuperad. Runt Merafneqā är det ganska glesbefolkat, med 38 invånare per kvadratkilometer. Närmaste större samhälle är Fārūj, 4,8 km nordost om Merafneqā. Trakten runt Merafneqā består till största delen av jordbruksmark.